# Seppo Wilska
Seppo Ilmari Wilska, född 21 augusti 1920 i Pälkäne, död 6 februari 2000 i Villmanstrand, var en finländsk  ingenjör. Han var bror till Alvar Wilska.
Wilska blev teknologie doktor 1952. Han var 1946–1955 assistent vid Tekniska högskolan, 1955–1960 tillförordnad professor i oorganisk kemisk teknologi och 1960–1973 teknisk rådgivare vid FN i Iran, Libyen och Sri Lanka. han blev 1962 forskningschef vid Kemira Oy och var 1974–1987 professor i kemisk teknologi vid Villmanstrands tekniska högskola. Han publicerade vetenskapliga arbeten om oorganisk teknisk kemi. 